# Campo de Santana
Campo de Santana là một đô thị thuộc bang Paraíba, Brasil. Đô thị này có diện tích 246,656 km², dân số năm 2007 là 8635 người, mật độ 35 người/km².